# Gunvor Hildén
Gunvor Eva Sophie Hildén, född Schlachter 2 oktober 1937 i Stockholm, är en svensk journalist.
Hildén blev filosofie magister i Uppsala 1961 och var anställd vid Göteborgs Handels- & Sjöfartstidning 1961–1964, vid Utrikesdepartementet 1964–1966, vid Folkpress 1967–1974 och var chef där från 1970. Hon verkade därefter vid Förenade Landsortstidningar (FLT) 1974–1976, vid Expressen 1976–1979, där hon var ledarskribent. 1980 blev hon anställd som reporter vid SVT Rapport med fokus på politik och samhälle. Senare blev hon SVT:s politiska kommentator. Hilldén var bl.a. en av utfrågarna i partiledarutfrågningen inför 1982-års riksdagsval. 
I sin ungdom var hon en engagerad liberal och aktiv i Folkpartiet. Hon var tidigt intresserad av EU-frågan och skrev 1971 boken Vi & EEC.
Hon är dotter till professor Wolfgang Schlachter och Signe, född Bergenstråhle. År 1963 gifte hon sig med översättaren Jens Hildén och fick döttrarna Anja och Sara.